# Il colpo di Cuthbert
Il colpo di Cuthbert (The Clicking of Cuthbert) è una raccolta di racconti in lingua inglese di P. G. Wodehouse, pubblicata per la prima volta in volume nel 1922. Il colpo di Cuthbert è anche il titolo di un racconto della raccolta.
I dieci racconti, aventi tutti per argomento lo sport del golf, erano stati pubblicati in origine su riviste britanniche e statunitensi tra il 1919 e il 1922. La raccolta ha avuto due traduzioni in lingua italiana nell'arco di 57 anni, a partire dal 1933.

## Storia editoriale

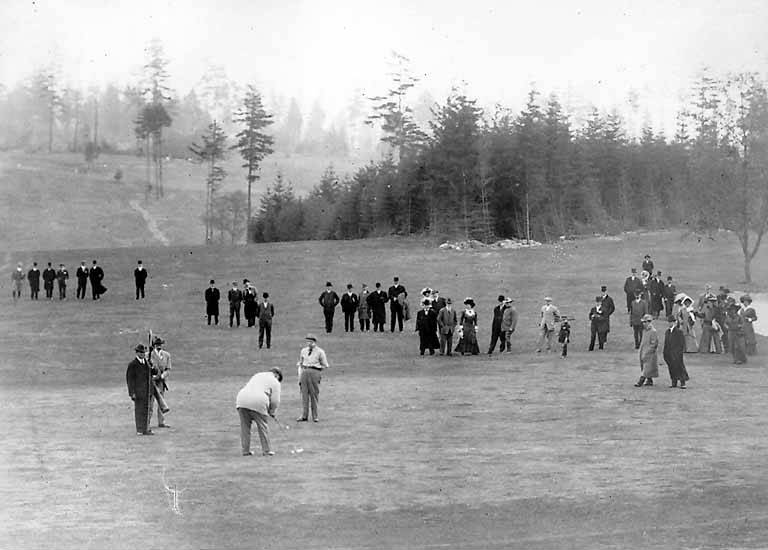
Giocatori di golf al Seattle Golf Club (fotografia del 1910, circa)

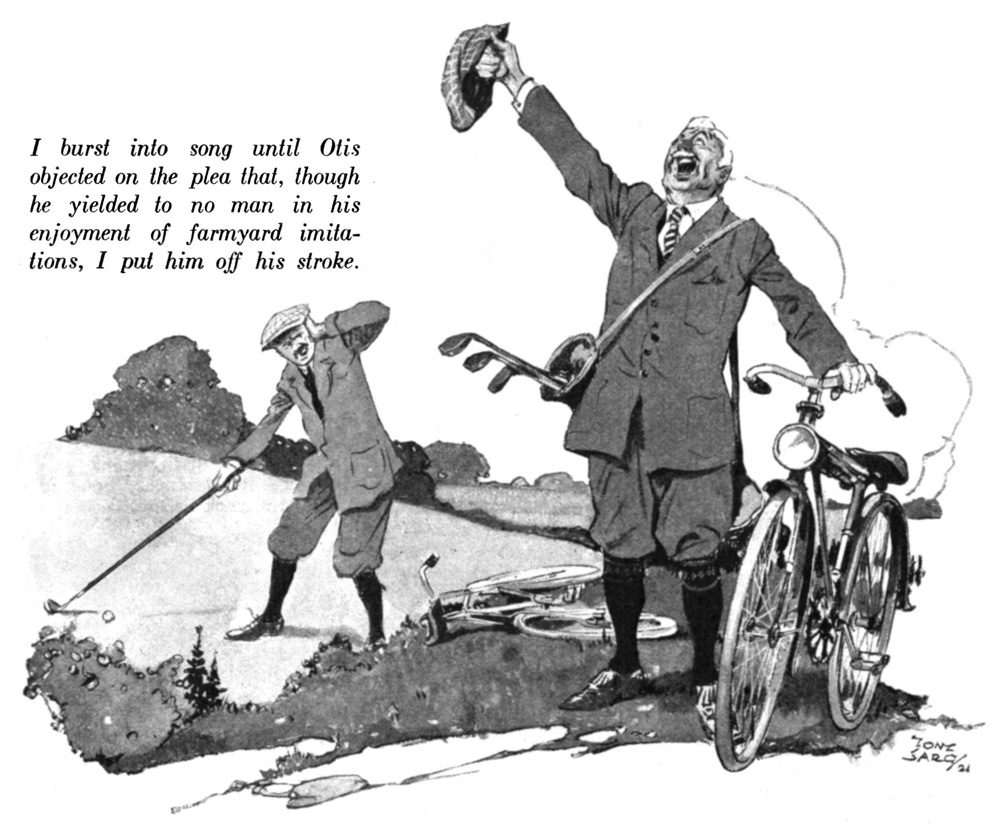
Illustrazione di Tony Sarg del racconto "The Long Hole" (La buca lunga), McClure’s Magazine, marzo 1922

I dieci racconti della raccolta sono stati pubblicati in precedenza, tra il 1919 e il 1922, sul mensile britannico The Strand Magazine e sulle riviste statunitensi  Elk's Magazine, The Saturday Evening Post,  McClure's, Collier e sul quotidiano Chicago Tribune. Si elencano i titoli originali dei racconti seguiti, nelle righe successive, dal nome delle riviste britanniche (UK) e statunitense (USA) nelle quali il racconto è stato pubblicato, e dalla data di pubblicazione:
- The Clicking of Cuthbert
  - UK: The Strand Magazine (col titolo: "The Unexpected Clicking of Cuthbert"),  ottobre 1921
  - USA: Elk's Magazine (col titolo: "Cuthbert Unexpectedly Clicks"), luglio 1922
- A Woman is Only a Woman
  - USA: The Saturday Evening Post, 7 giugno 1919
  - UK: The Strand Magazine, ottobre 1919
- A Mixed Threesome
  - USA: McClure's , giugno 1920
  - UK: The Strand Magazine,  marzo 1921
- Sundered Hearts
  - UK: The Strand Magazine, dicembre 1920
  - USA: McClure's, dicembre 1920
- The Salvation of George Mackintosh
  - UK: The Strand Magazine, giugno 1921
  - USA: McClure's, settembre 1921
- Ordeal by Golf
  - USA: Collier, 6 dicembre 1919
  - UK: The Strand Magazine (col titolo: "A Kink in His Character"), febbraio 1920
- The Long Hole
  - UK: The Strand Magazine, agosto 1921
  - USA: McClure's, marzo 1922
- The Heel of Achilles
  - UK: The Strand Magazine,  novembre 1921
  - USA: Chicago Tribune, 11 giugno 1922
  - USA: St. Louis Globe-Democrat, 11 giugno 1922
- The Rough Stuff
  - USA: Chicago Tribune, 10 ottobre 1920
  - UK: The Strand Magazine, aprile 1921
- The Coming of Gowf
  - UK: The Strand Magazine, maggio 1921
  - USA: McClure's , giugno-luglio 1921

La raccolta fu pubblicata per la prima volta nel Regno Unito il 3 febbraio 1922 dall'editore Herbert G. Jenkins e negli Stati Uniti il 28 maggio 1924 dall'editore George H. Doran con il titolo Golf Without Tears. I dieci racconti erano preceduti da una Prefazione dell'autore intitolata "Fore!", un termine golfistico corrispondente al grido che lancia il giocatore nello sferrare il colpo, per avvertire coloro che eventualmente si trovassero sul percorso di scansarsi. In Italia la raccolta fu pubblicata nel 1933 dalla casa editrice Bietti nella traduzione di Mario Malatesta. Una nuova traduzione venne fatta da Mary Buckwell Gilson per la Mursia nel 1990.

## Racconti
I dieci racconti hanno tutti per argomento il golf e sono uniti da una cornice narrativa: un vecchio golfista, chiamato "Oldest Member" ("Anziano", "Decano") o "Wisest man" ("il più saggio"), racconta vecchie vicende legate al gioco prendendo spunto dalle conversazioni che i giocatori che hanno completato il percorso si scambiano al bar del club. Di solito queste storie sono raccontate solo a uno dei convenuti, un "giovane" che è ansioso di andar via prima ancora che la storia abbia inizio; comunque, una volta che il Decano ha iniziato a parlare, non può essere più fermato. Nella premessa intitolata "Fore!" Wodehouse spiega, con umorismo, i motivi per cui si è appassionato al golf.
Si elencano i titoli in lingua italiana dei racconti, nella traduzione di Malatesta, seguiti dal corrispondente titolo in lingua inglese:
- Il colpo di Cuthbert (The Clicking of Cuthbert)
- Una donna è solo una donna (A Woman is Only a Woman)
- Una partita a tre (A Mixed Threesome)
- Cuori separati (Sundered Hearts)
- George Mackintosh e la cura permanente (The Salvation of George Mackintosh)
- Il cimento (Ordeal by Golf)
- La buca lunga (The Long Hole)
- Il tallone d'Achille (The Heel of Achilles)
- La maniera forte (The Rough Stuff)
- L'avvento del gowf (The Coming of Gowf)

## Edizioni
- (EN) The Heart of a Goof, London, Jenkins, 1926.
- (EN) Golf Without Tears, New York, George H. Doran, 1924.
- Il colpo di Cuthbert : romanzo umoristico inglese, collana Collezione Nuovissima collezione letteraria; 12, traduzione di Mario Malatesta, Milano, Bietti, 1933.
- Il colpo di Cuthbert e altri racconti, collana collezione GUM, traduzione di Mary Buckwell Gilson, Milano, Mursia, 1990, ISBN 88-425-0617-6.